# Іділь Бірет
Іділь Бірет (21 листопада 1941 , Анкара ) — турецька піаністка.

## Біографія
Народилася в 1941 році в Анкарі, Туреччина. У семирічному віці під опікою Надії Буланже почала навчатися у Паризькій консерваторії Франції. Задля цього турецький парламент видав закон, який дозволив їй вчитися за кордоном. Вона була улюбленицею Вільгельма Кемпфа, який вважав її найкращою ученицею серед обох статей.

## Творчість
З 16-річного віку Іділь Бірет грала на концертах у всьому світі з оркестрами, включаючи Лондонський симфонічний оркестр, Філармонічний оркестр, оркестри Бі-Бі-Сі, Ленінградський філармонічний оркестр, Бостонський симфонічний оркестр, симфонічний оркестр Берлінського радіо, Національний оркестр Франції, Варшавський філармонічний оркестр, Токійська філармонія та Сіднейський симфонічний оркестр.
Видатними диригентами, з якими вона співпрацювала були П'єр Монте, Джозеф Кейлберт, Герман Шерчен, Геннадій Рождественський, Олександр Дмитрієв, Рудольф Кемп, Малькольм Сарджент, Чарлз Маккерас, Моше Ацмон, Рафаель Фрюбек де Бургос, Ендрю Девіс, Антоній Віт і Аарон Копленд.

## Нагороди та відзнаки
- 1952 р. — закінчила Паризьку консерваторію з кращими показниками навчання з напряму «Сольфеджіо та гармонії»;
- 1957 р. — закінчила з відзнакою класи фортепіано, камерної музики та акомпанементу. Здобула премію Лорен Рейне та Poplin;
- 1954 р. — Lili Boulanger Memorial;
- 1961 р. — Золота медаль премії Гаррієт Коен;